# Río Furelos
El río Furelos es un río del noroeste de la península ibérica que discurre por la provincia de La Coruña, Galicia, España. Es un  afluente del río Ulla, por su margen derecha, que baña la Comarca de Tierra de Mellid.

## Recorrido
El río Furelos nace de la confluencia de varios cursos de agua que bajan de los montes de la sierra del Careón, en el ayuntamiento de Toques, sirviendo sus aguas de linde entre ese municipio y el de Mellid, en el que entra, pasando luego a servir de límite entre Mellid y el municipio de Santiso, donde tras un curso por terrenos llanos de 17,2 km, se entrega al río Ulla, contribuyendo con un caudal de 6'63 m³/s. Su cuenca abarca un área de 151'6 km².En su curso alto y dentro del ayuntamiento de Toques,se encuentra la hermosa cascada o fervenza de Brañas.

## Étimo
El nombre del río procede de cruzar la parroquia y lugar de Furelos, por donde lo cruza el Camino de Santiago.

## Afluentes
Su principal afluente, por la derecha, es el río Catasol.

## Régimen
El río Furelos es de régimen pluvial.

## Explotación
Hay dos pequeñas presas que aprovechan su curso para la producción eléctrica, que son los embalses de Portochao y Portodiz.